# Lago Daubensee
O Lago Daubensee é um lago localizado no Passo de Montanha de Gemmi em Valais, na Suíça. Este lago tem uma superfície de 0,69 km².